# Savant Records
Savant Records is een Amerikaans platenlabel voor jazz. Het is een zuster-label van HighNote Records en werd evenals dat label in 1996 opgericht door Joe Fields. Op het label wordt klassieke jazz uitgebracht, maar ook funk en Latin. Het label is gevestigd in New York.
Artiesten die op het label uitkwamen zijn onder meer Arthur Blythe, Curtis Fuller, Eric Reed, Rodney Jones, Jim Payne, Jerry Bergonzi, Wayne Escoffery, Bob DeVos, Louis Hayes, Rodriguez Brothers, Charles Earland, Sammy Figueroa, Bill Heid, Fernando Tarres, Cecil Brooks III en Richard Carr.